# Бомба (фильм, 1995)
«Бо́мба» (узб. Бомба) — кинокомедия Зульфикара Мусакова, производства кинокомпании «Инсон», снятая в 1995 году. Фильм демонстрировался на международном фестивале восточно-европейского кино в Котбусе.

## Сюжет
Житель кишлака Халмат-ака находит в своём дворе авиационную бомбу, неизвестно как туда попавшую. Жители не сразу поняли, что это за предмет и относились к нему довольно спокойно, считая деталью от автомобиля. Когда выяснилось, что это бомба, на помощь позвали фронтового сапёра, который извлёк из бомбы сердечник, после чего объявил снаряд безопасным.
Однако, увидевшие бомбу военные — напротив — заключили, что после извлечения сердечника бомба стала ещё более опасной. Чтобы не осуществлять опасную транспортировку, военные решают взорвать бомбу прямо во дворе дома Халмат-ака, обещая ему взамен четырёхкомнатную квартиру с двумя туалетами в Ташкенте. Хозяин дома не соглашается и не позволяет военным взрывать бомбу у него во дворе.
Однако, сосед Халмата, Расул, услышав о четырёхкомнатной квартире в столице, ночью совершает подкоп и похищает бомбу. Узнав об этом, Халмат-ака начинает бороться с соседом, и во время борьбы бомба падает со стола, на который её аккуратно поставил Расул. Прапорщик Рахим Ахмедов подхватывает падающую бомбу и, не имея другого выбора, несёт её к обрыву, с которого и сбрасывает опасный груз. Бомба взрывается и пламя поглощает прапорщика.
Собравшиеся люди скорбят о гибели товарища. Но, как оказалось, Ахмедов выжил — в финальной сцене фильма он в разорванной форме выходит из реки, куда его забросило взрывной волной. Однако, замечает это только Расалат — дочь Халмат-ака, с которой у Ахмедова начал завязываться роман. Расалат подбегает к Рахиму и они вместе поднимаются к скорбящим односельчанам.

## Отзывы
Фильм «Бомба» является ситуационной комедией. В нём режиссёр иронизирует над традициями и лицемерием повседневной жизни. По словам Зульфикара Мусакова, фильм предназначен в первую очередь для узбекской аудитории.

## Технические данные
- Цветной, плёнка 35 мм;
- Звук: моно.

## В ролях
- Рустам Сагдуллаев — прапорщик Рахим Ахмедов
- Хусан Шарипов
- Мухамадали Юсупов
- Фатима Раджиметова
- Римма Ахмедова
- Туйчи Арипов — Раис-Ата, председатель колхоза
- Дияс Рахматов
- Джамал Хашимов
- Виталий Фомин — полковник
- Фархад Абдуллаев
- Вахид Заидов
- Дастан Элкинов
- Фатих Джалалов
- Саида Раметова — Джамиля (жена милиционера Артыка)